# Estación de Raspail

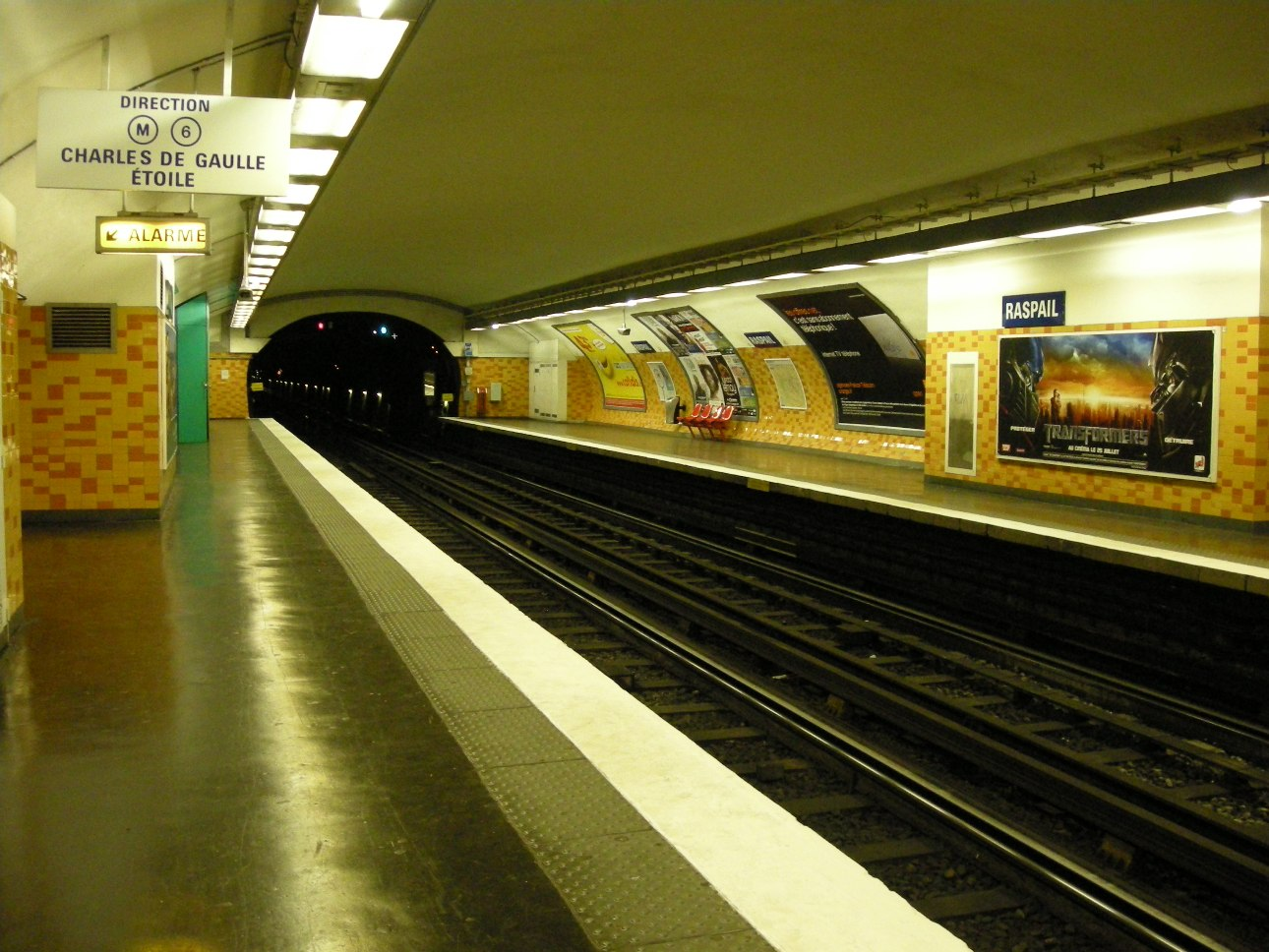
andenes de la estación de la línea 6 de la renovación en 2008

Raspail es una estación de las líneas 4 y 6 del metro de París situada en el XIV distrito de la ciudad. 

## Historia
La estación de la línea 6 fue abierta el 24 de abril de 1906 como parte de la línea 2 sur, una línea que poco después pasaría a ser la línea 5 y finalmente la 6. La estación toma su nombre actual, por su parte la estación de la línea 4 data del 30 de octubre de 1909.
La estación debe su nombre al químico y político francés François Vincent Raspail.

## Descripción

### Estación de la línea 4
La estación se compone de dos andenes laterales de 90 metros de longitud y de dos vías. 
Su bóveda está revestida de los clásicos azulejos blancos biselados del metro parisino. 
Su iluminación ha sido renovada en el 2008, como el resto de la estación, empleando el modelo vagues (olas) con estructuras casi adheridas a la bóveda que sobrevuelan ambos andenes proyectando la luz en varias direcciones.
La señalización por su parte usa la moderna tipografía Parisine donde el nombre de la estación aparece en letras blancas sobre un panel metálico de color azul.
Por último, los asientos de la estación son los modernos Coquille o Smiley, unos asientos en forma de cuenco inclinado para que parte del mismo pueda usarse como respaldo y que poseen un hueco en la base en forma de sonrisa.
Como todas las estaciones de la línea 4 dispone de puertas de andén.

### Estación de la línea 6
La estación se compone de dos andenes laterales de 75 metros de longitud y de dos vías.
Desde el 2008 presenta el mismo renovado diseño que la estación de la línea 4.

## Accesos
La estación dispone de dos accesos situados en el bulevar Raspail. Uno de ellos, construido por Hector Guimard, está catalogado Monumento Histórico.